# Acordo de Área de Livre-Comércio do Sul da Ásia

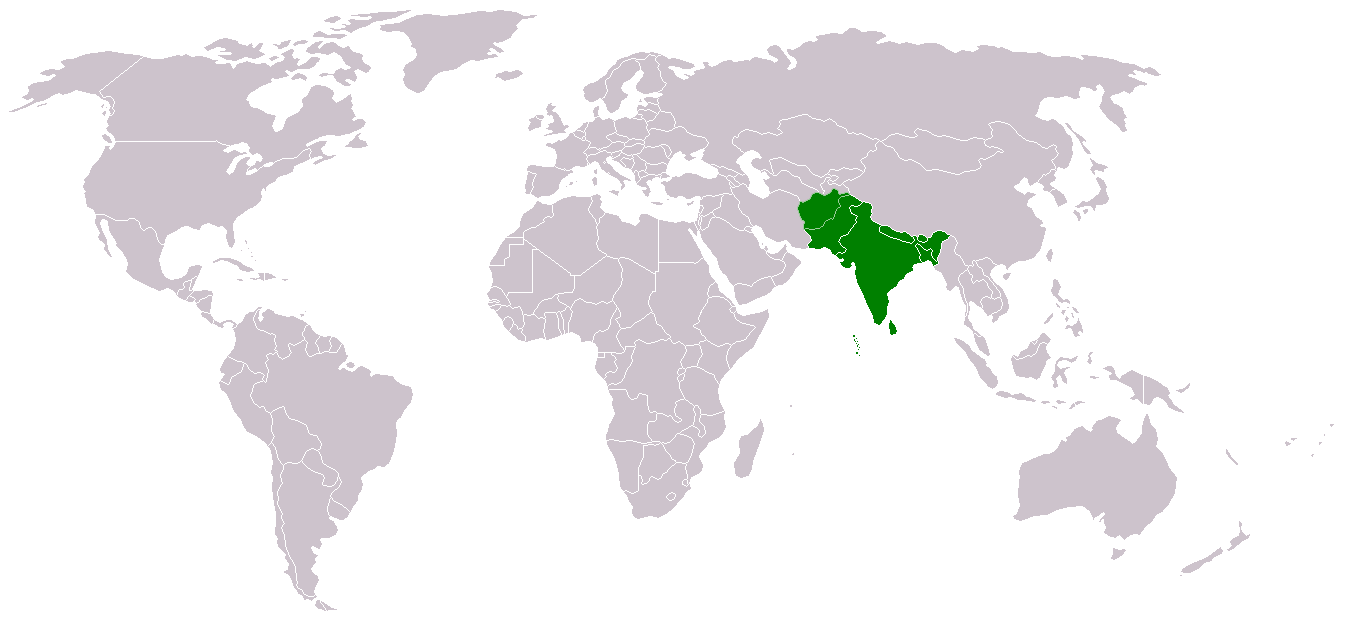
Países integrantes do SAFTA

O acordo de área de livre comércio do sul da Ásia (SAFTA) é um acordo alcançado em 6 de janeiro de 2004 na XII cimeira da SAARC em Islamabad, Paquistão. Ele criou uma zona de comércio livre de 1,6 mil milhões de pessoas em Bangladesh, Butão, Índia, Maldivas, Nepal, Paquistão e Sri Lanka. Os sete ministros dos negócios estrangeiros da região assinaram um acordo-quadro sobre SAFTA para reduzir para zero os direitos aduaneiros para todas as mercadorias até o ano de 2016.
O acordo de SAFTA entrou em vigor em 1 de janeiro de 2006 e está operacional após a ratificação do acordo pelos sete governos. SAFTA exige que os países em desenvolvimento no sul da Ásia (Índia, Paquistão e Sri Lanka) para reduzam os direitos aduaneiros até 20 por cento na primeira fase de dois anos, terminada  em 2007. Na fase final, com duração de cinco anos, terminada em 2012, os direitos de 20 por cento devem ser reduzidos para zero numa série de cortes anuais. Os países menos desenvolvidos na Ásia do Sul (Nepal, Butão, Bangladesh e Maldivas) têm mais três anos para reduzir as tarifas a zero. Índia e Paquistão assinaram mas não ratificaram o Tratado.

## História
O acordo SAARC Preferential Trading Arrangement  (SAPTA) foi assinado em 11 de abril de 1994 e entrou em vigor em 7 de Dezembro de 1995, com o desejo dos Estados-membros da SAARC (Índia, Paquistão, Nepal, Sri Lanka, Bangladesh, Butão e Maldivas) em promover e sustentar o comércio mútuo e cooperação económica dentro da região da SAARC através da troca de concessões.
O estabelecimento de um grupo intergovernamental para formular um acordo para estabelecer um SAPTA por volta de 1997 foi aprovado na Sexta Cimeira da SAARC realizada em Colombo, em dezembro de 1991.
Os princípios de base SAPTA são:
1. reciprocidade global e reciprocidade de vantagens , a fim de beneficiar equitativamente todos os Estados contratantes, tendo em conta os respectivos níveis de desenvolvimento económico e industrial, o padrão de seu comércio externo e políticas e sistemas comerciais e aduaneiros;
2. negociação da reforma de taxas aduaneiras passo a passo, melhorado e alargado em fases sucessivas através de revisões periódicas;
3. reconehcimento das necessidades especiais dos Estados contratantes menos desenvolvido e acordo sobre medidas concretas preferenciais em seu favor;
4. inclusão de todos os produtos, manufatura e commodities nas formas de matérias-primas, semi-processados e transformados.